# جين إي. كارل
جين إي. كارل (بالإنجليزية: Jean E. Karl)‏ (29 يوليو 1927، شيكاغو في الولايات المتحدة - 30 مارس 2000، لانكستر في الولايات المتحدة)؛ روائية أمريكية.